# Trường Đại học Công nghệ Vạn Xuân
Trường Đại học Công nghệ Vạn Xuân (tiếng Anh: Van Xuan University of Technology, viết tắt là VXUT). Trường được thành lập ngày 6/8/2008 theo Quyết định 1068/QĐ-TTg của Thủ tướng Chính phủ Việt Nam. Trụ sở chính của Trường ở tại 103 Đại lộ Nguyễn Sinh Cung, Thành phố Vinh, tỉnh Nghệ An, Việt Nam và Cơ sở 2 ở tại Km 2 Đại lộ Lê-nin, thành phố Vinh, tỉnh Nghệ An, Việt Nam.

## Lĩnh vực hoạt động
Trường Đại học Công nghệ Vạn Xuân tập trung vào các lĩnh vực hoạt động chính:
• Đào tạo đại học và sau đại học
• Đào tạo tin học, ngoại ngữ, cấp chứng chỉ
• Nghiên cứu và hợp tác quốc tế
• Nghiên cứu ứng dụng
• Tư vấn và chuyển giao công nghệ
• Tư vấn du học và xuất khẩu lao động

## Đội ngũ giảng viên
Trường có 105 giảng viên cơ hữu, trong đó có 22 giảng viên có chức danh GS, PGS, TSKH, TS và 61 giảng viên có trình độ thạc sĩ.

## Công tác đào tạo
Các ngành đào tạo sau đại học: 
1. Thạc sĩ Quản trị kinh doanh

Các ngành đào tạo đại học: 
1. Công nghệ sinh học (công nghệ môi trường, công nghệ vật nuôi, công nghệ cây trồng)
2. Quản trị kinh doanh
3. Quản trị khách sạn
4. Kế toán
5. Ngôn ngữ Anh
6. Công nghệ Thông tin
7. Kỹ thuật công trình xây dựng (xây dựng công trình thủy, xây dựng dân dụng & công nghiệp, xây dựng cầu đường)
8. Tài chính ngân hàng

Trường Đại học Công nghệ Vạn Xuân khai giảng khóa học đầu tiên vào tháng 9 năm 2009.

## Cơ cấu tổ chức

### Các Khoa đào tạo và đơn vị nghiên cứu
1. Khoa Cơ bản
2. Khoa Công nghệ sinh học
3. Khoa Tài chính Ngân hàng
4. Khoa Quản trị kinh doanh
5. Khoa Kế toán
6. Khoa Công nghệ thông tin
7. Khoa Xây dựng
8. Khoa Ngoại ngữ và Nghiên cứu quốc tế
9. Trung tâm nghiên cứu và ứng dụng khoa học công nghệ

### Các Phòng, Ban chức năng
1. Phòng Đào tạo
2. Trung tâm Thông tin thư viện
3. Trung tâm Tin học Ngoại ngữ
4. Trung tâm Truyền thông & Tuyển sinh
5. Phòng Tổ chức Hành chính
6. Phòng Kế hoạch Tài chính
7. Ban Công nghệ thông tin
8. Ban quản lý Ký túc xá
9. Trung tâm Tư vấn du học

### Các bộ phận khác
1. Văn phòng Đảng Đoàn
2. Văn phòng Công đoàn